# Ildefons Juan Marí
Ildefons Juan Marí (Sant Francesc de Formentera, 1950 - Eivissa, 17 de maig de 2010) fou un mestre i polític formenterí.

## Trajectòria
Va estudiar batxillerat a l'institut Santa Maria d'Eivissa i el 1973 es graduà en magisteri a l'escola normal Fra Juníper Serra de Palma. Treballà a les escoles públiques de Sant Francesc Xavier (1974), Santa Gertrudis de Fruitera, Can Ramoncillo i Puig d'en Valls (1977), de la que el 1984 en fou nomenat director.
Des de 1979 és membre de la junta directiva de l'Institut d'Estudis Eivissencs, ha estat fundador de la secció d'Eivissa i Formentera del sindicat STEI i el 1984 col·laborà en la fundació de l'Associació Pitiüsa per a la Renovació Pedagògica (APREP).
Ha estat elegit diputat a les eleccions al Parlament de les Illes Balears de 1983 i 1987 i membre del Consell Insular d'Eivissa i Formentera com a independent dins les llistes del PSIB-PSOE. Durant el seu mandat presentà una moció encomanant a l'Institut d'Estudis Eivissencs la realització de l'Enciclopèdia d'Eivissa i Formentera. A les eleccions municipals espanyoles de 1991 fou escollit regidor d'Eivissa.
Cap al març de 2010 el govern de les Illes Balears li va concedir la Medalla al Mèrit Educatiu. Va morir en maig del mateix any a causa d'un càncer. En 2013 la secció de l'Obra Cultural Balear a Formentera creà el Premi Ildefons Joan Marí per a premiar treballs de creació literària i de recerca i documentació en català.